# Instituto Nacional de Estatística (Espanha)

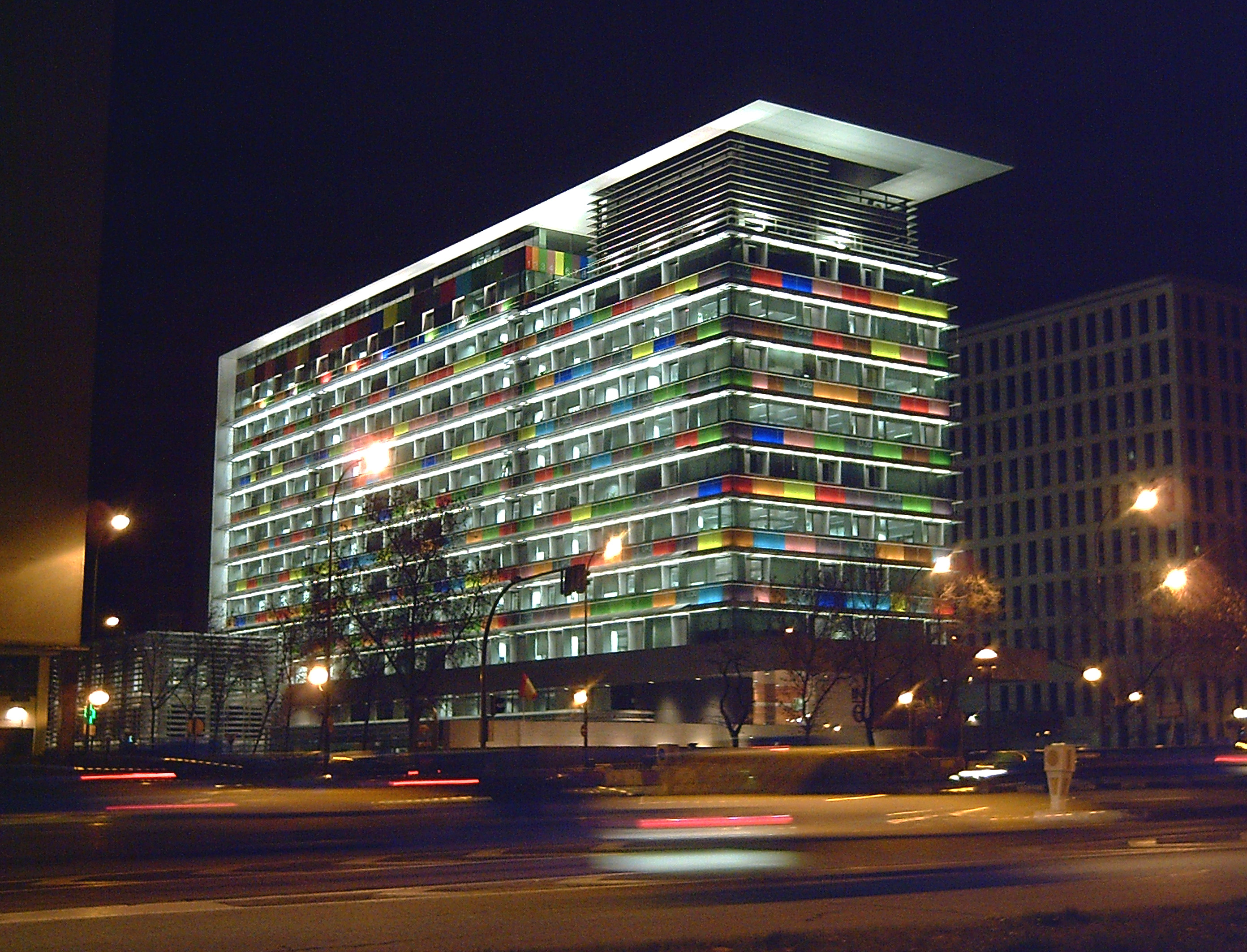
Sede principal do INE, em Madrid.

O Instituto Nacional de Estatística da Espanha ou simplesmente INE (em castelhano:  Instituto Nacional de Estadística) é uma organização oficial da Espanha encarregada da coordenação geral dos serviços estatísticos da Administração Geral de Estado e da vigilância, controle e supervisão dos procedimentos técnicos dos mesmos. Entre os trabalhos que realiza, se destacam as estatísticas sobre demografia, economia e sociedade da Espanha.

## Censos demográficos
Para a obtenção dos dados reais da população, utiliza-se os censos. Na Espanha, eles são realizados a periodicamente a cada dez anos. Entre os censos, a informação populacional é obtida através dos procedimentos de gestão dos padrões municipais.
O último Censo de Población y Viviendas foi realizado em 2001, teve um orçamento de 27 bilhões(português brasileiro)/mil milhões(português europeu) de pesetas (pouco mais de 162 milhões de euros), 40.000 pessoas participaram, excursionaram-se 21 milhões de endereços postais, 13 milhões de lares acessados e tomaram informações de aproximadamente 40 milhões de pessoas. 
Este censo teve importantes inovações: 
- Utilizou-se, pela primeira vez, questionários personalizados para facilitar seu preenchimento, graças a informação do Padrón Municipal de Habitantes.
- Para o tratamento da informação usaram-se técnicas informáticas avançadas que, por exemplo, permitiam digitalizar 120 questionários por minuto. Acelerando o trabalho e permitindo que cada município tenha a imagem de seu Padrón Municipal.
- Permitiu o preenchimento dos questionários do censo pela internet, do qual 13.818 famílias utilizaram para o enchimento em seus questionários.